# Herri met de Bles

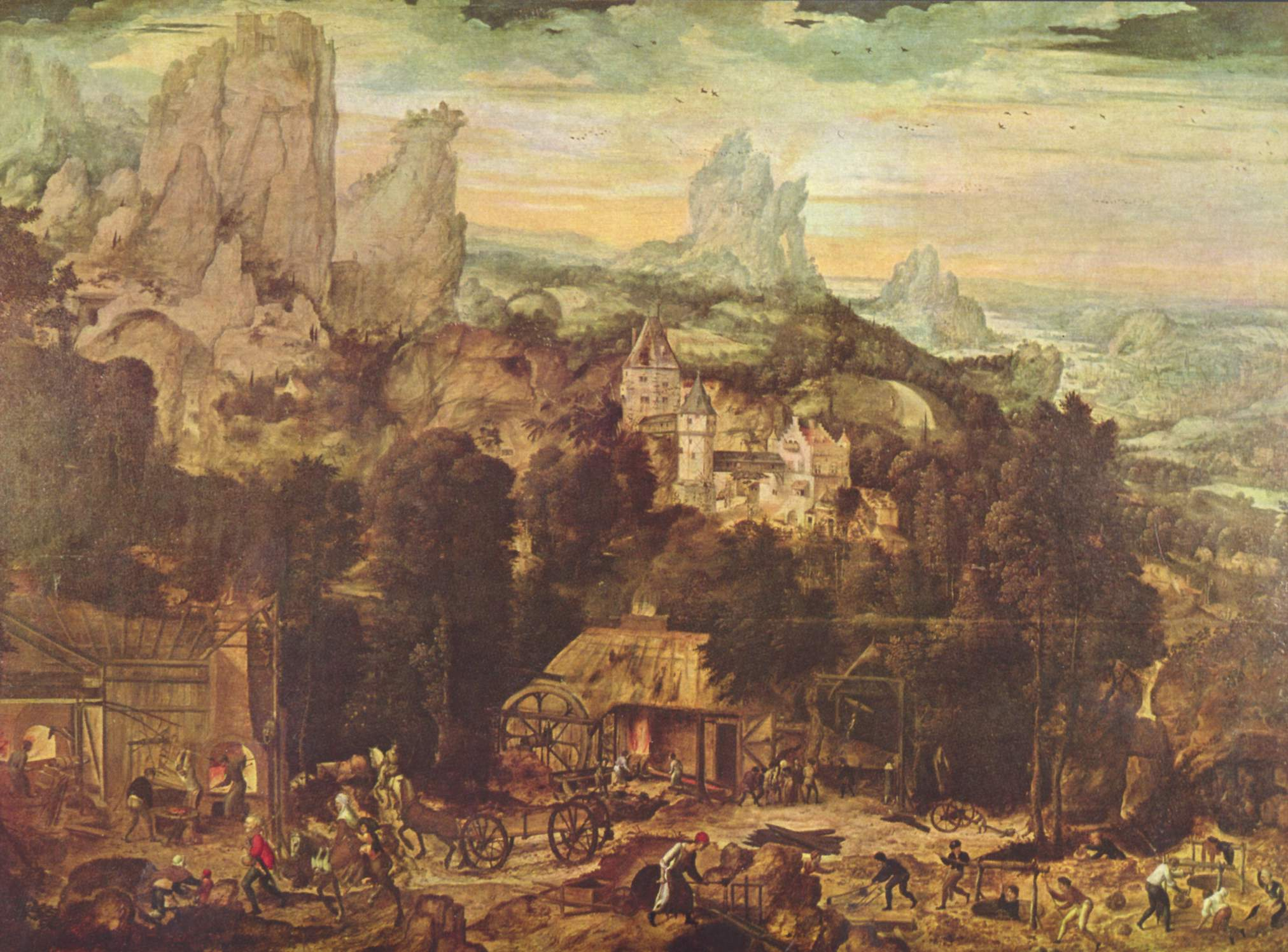
Le miniere di rame, metà del XVI secolo, Galleria degli Uffizi, Firenze

Herri met de Bles, noto anche come Herri de Dinant o Herry de Patinir e soprannominato il Civetta (Dinant, 1490 circa – Ferrara, dopo 1566), è stato un pittore fiammingo, appartenente al movimento del Rinascimento nordico e del Manierismo.

## Biografia
Poche sono le notizie documentate sulla vita di Met de Bles.
Il soprannome di "Civetta" gli fu dato durante la sua permanenza in Italia a causa dell'emblema con cui siglava le sue opere.
Sicuramente si iscrisse come maestro nella Gilda di San Luca della città di Anversa nel 1535, con il nome di "Herry de Patinir" che evidenziava l'appartenenza alla famiglia di Joachim Patinir, presumibilmente suo zio. L'ipotesi più probante appare quella di una formazione artistica di Met de Bles avvenuta presso la bottega di Joachim, vista la comunanza di stile e di sentimento "lirico" tra i due.
In base a fonti di fine Cinquecento, Met de Bles soggiornò lungamente a Ferrara, località nella quale morì e venne sepolto in San Giacomo.
Le sue opere più pregevoli riguardarono paesaggi e scene religiose, ben esemplificate dal suo Paesaggio con i discepoli d'Emmaus e dalla sua Adorazione dei Magi. Se il Mercante e le scimmie mostrò grandi legami con il citato Joachim Patinir e una Sacra famiglia apparve attribuibile in comproprietà con Amerbach, alla Pinacoteca di Napoli è stato lungamente conservato un Mosè al roveto ardente che descriveva le caratteristiche fondamentali del pittore, quali piani prospettici diversificati grazie al colore e alla luminosità, la tendenza alla tonalità grigia, la fusione dell'elemento fantastico con una indagine naturalistica capace di produrre esiti suggestivi.
Tra le altre opere significative si annoverano un Paesaggio con miniera, un Paesaggio col Samaritano, una Predica del Battista, una Salita al Calvario, un Paesaggio con Diana, la bellissima Visione di San Giovanni a Patmos (circa 1510-1555?) conservato presso la collezione del Collegio Alberoni di Piacenza, La predicazione del Battista (Museo di Bruxelles).
Spesso firmò le sue opere con un emblema che ricorda il soprannome: una civetta sopra un albero; ma anche l'emblema fu imitato e l'Adorazione dei Magi di Monaco (Pinacoteca), sebbene fu firmato, non risultò un suo lavoro.

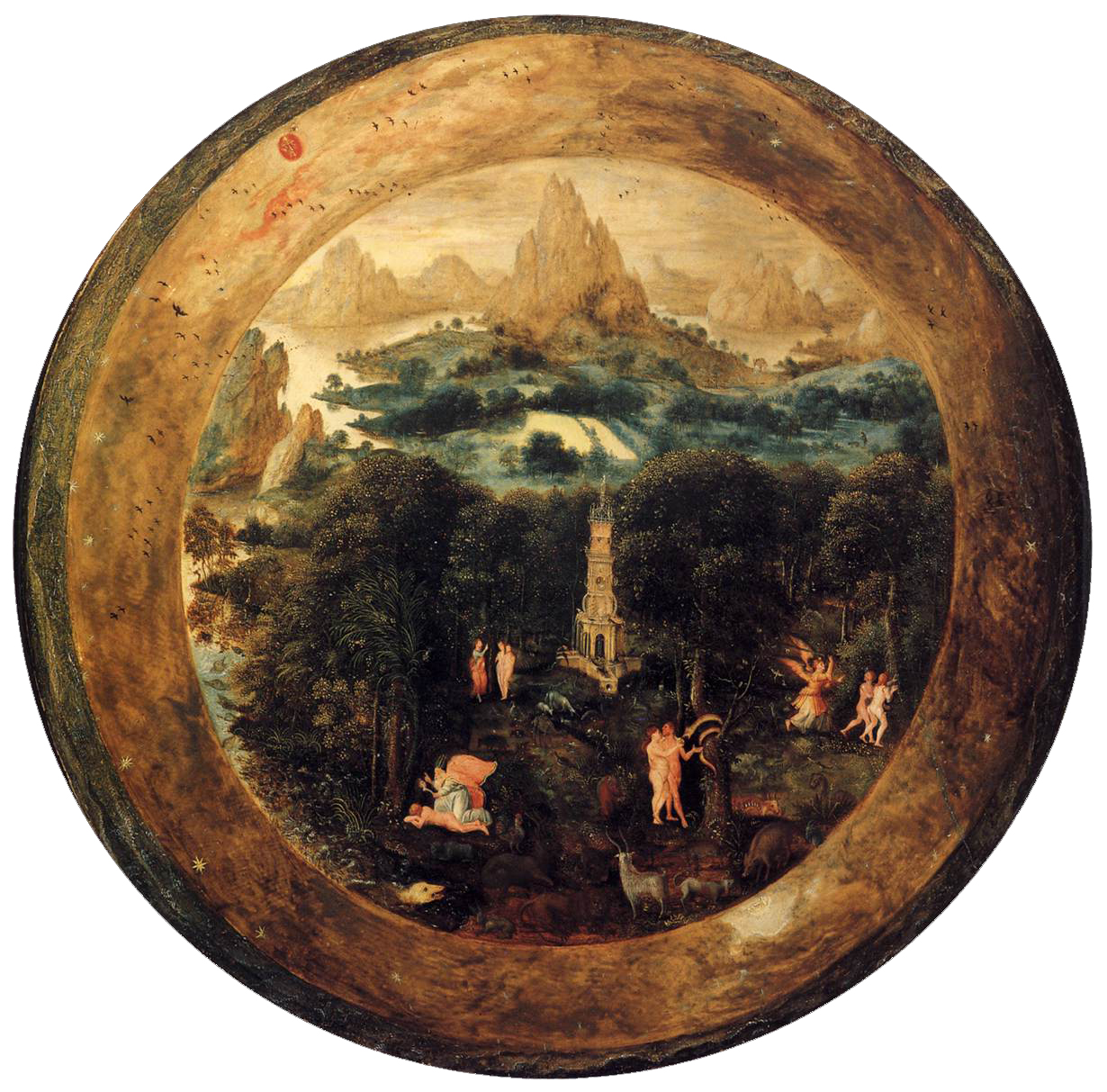
Il Paradiso, 1545 c., Rijksmuseum, Amsterdam
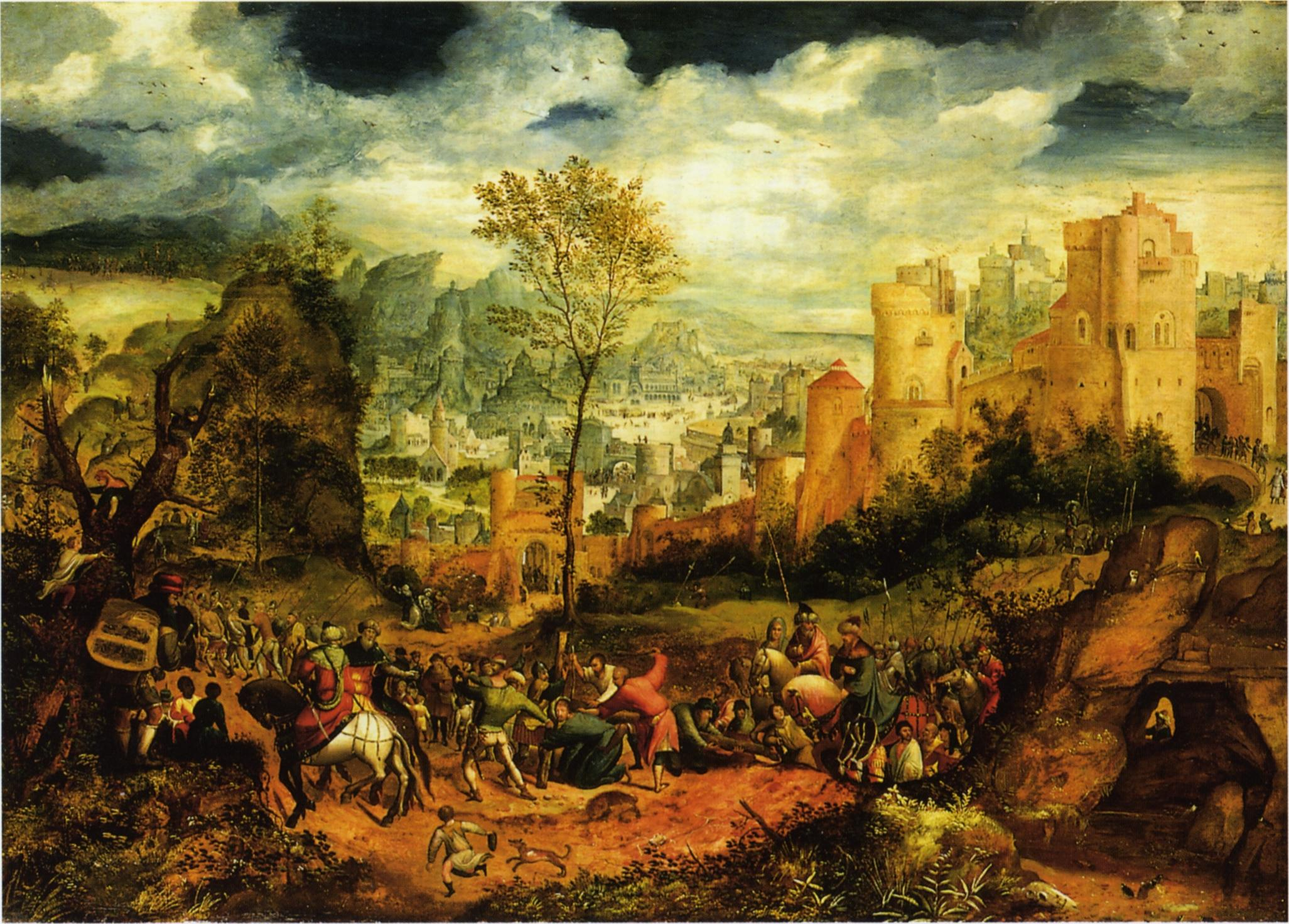
Paesaggio con la Crocifissone di Cristo, 1536 c., Princeton University Art Museum
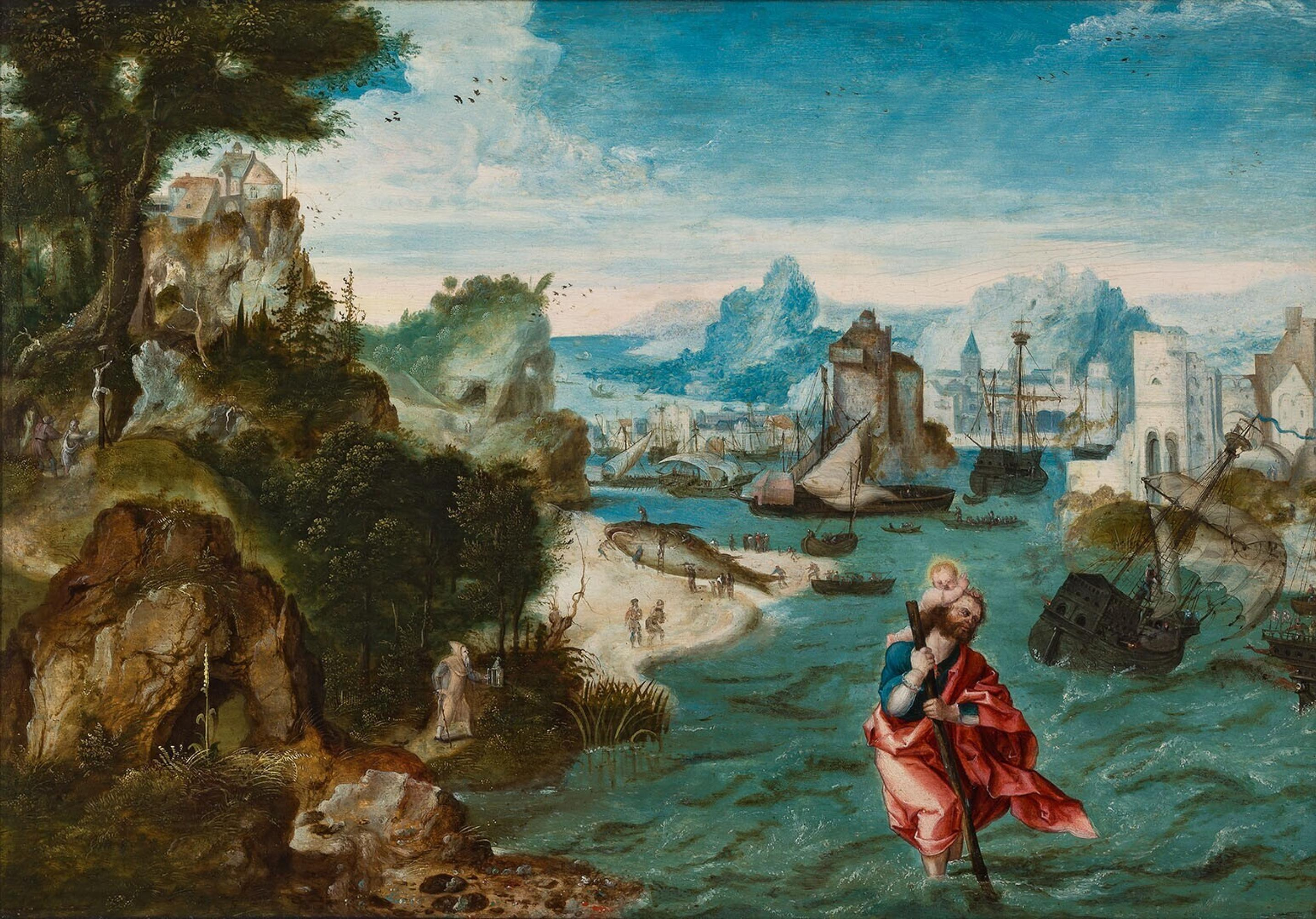
Paesaggio con San Cristoforo, 1535-1545 c., Museo Boijmans Van Beuningen, Rotterdam